# Йосифинки
Сестрите на Свети Йосиф на Явлението (на лат. Institutum Sororum a S. Joseph ab Apparitione) е католическа религиозна институция, основана от Емили дьо Виалар. Нейните членове са популярни в България под наименованието Йосифинки, а в някои преводни документи и като Йозефинки.

## История на Обществото
Девическата конгрегация Св. Йосиф на Явлението е основана на 25 декември 1832 г. в Гаяк департамента Тарн, Франция от Емили дьо Виалар (1797 – 1856), която става една от най-известните представителки на френското католическо мисионерство през ХIХ в. 
С мисия включваща мисионерство, пасторално служение, образование за девойки и младежи, грижа за болни и възрастни хора. Сестрите имат мисии в Африка, Азия, Европа и Латинска Америка. Седалището на конгрегацията е в Париж, Франция. На 31 декември 2005 г. има общо 940 сестри в 154 общности.

## Йосифинки в България
За първи път йосифинките стъпват на Балканите през 1855 г., когато създават мисионерска станция в Атина. През 1866 г. монахини откриват своя мисия в Пловдив и основават девическото училище „Свети Йосиф“. По покана на отец Тимотей Строна монахини от мисията в Марсилия пристигат през октомври 1879 г. в България и основават девическото училище „Свети Йосиф“ в София. Монахини от общността се установяват в Бургас през 1891 г., където също откриват девическо училище – „Свети Йосиф“.
След затваряне на колежите през 1948 г. сестрите-йосифинки са принудени да напуснат България. През 1996 г. монахини от конгрегацията се завръщат в България и установяват своя мисия в Белене.. През 2022 г. мисията им в България е окончателно закрита.